# Vittonville
Vittonville est une commune française située dans le département de Meurthe-et-Moselle, en région Grand Est.

## Géographie
Vittonville est située à : 
- 7 km de Pont-à-Mousson ;
- 37 km de Nancy ;
- 307 km de Paris.

Cette commune fut un village-frontière avec l'Empire allemand entre 1871 et 1918.
| Pagny-sur-Moselle | Arry (Moselle)      |                          |
| Vandières         | Vittonville         | Lorry-Mardigny (Moselle) |
|                   | Champey-sur-Moselle |                          |

### Hydrographie
La commune est dans le bassin versant du Rhin au sein du bassin Rhin-Meuse. Elle est drainée par la Moselle,.
La Moselle, d'une longueur totale de 560 kilomètres dont 314 kilomètres en France, prend sa source dans le massif des Vosges au col de Bussang et se jette dans le Rhin à Coblence en Allemagne. 

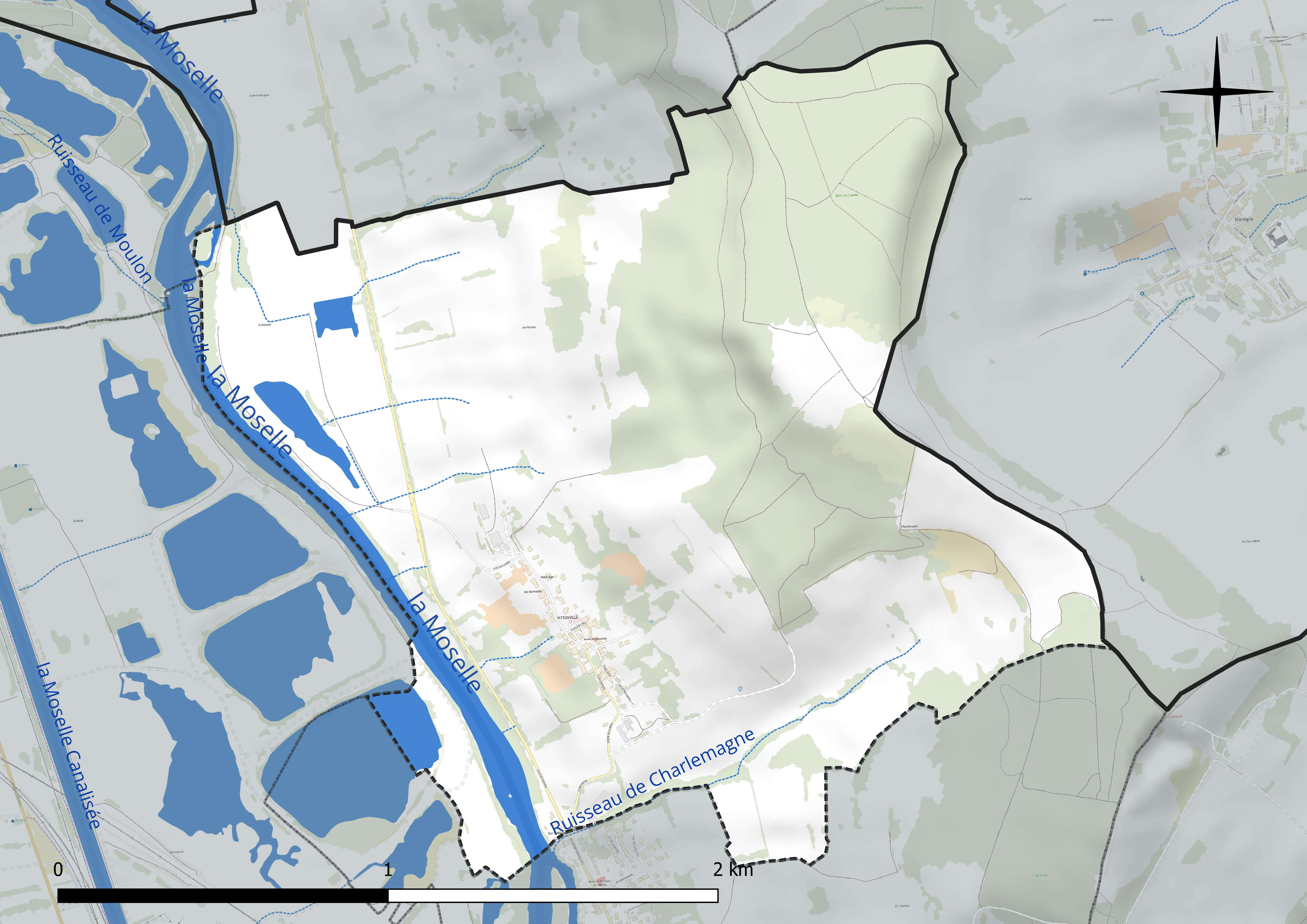
Réseau hydrographique de Vittonville.

### Climat
Pour des articles plus généraux, voir Climat du Grand Est et Climat de Meurthe-et-Moselle.
En 2010, le climat de la commune est de type climat des marges montargnardes, selon une étude du Centre national de la recherche scientifique s'appuyant sur une série de données couvrant la période 1971-2000. En 2020, Météo-France publie une typologie des climats de la France métropolitaine dans laquelle la commune est exposée à un climat semi-continental et est dans la région climatique  Lorraine, plateau de Langres, Morvan, caractérisée par un hiver rude (1,5 °C), des vents modérés et des brouillards fréquents en automne et hiver. 
Pour la période 1971-2000, la température annuelle moyenne est de 9,3 °C, avec une amplitude thermique annuelle de 16,8 °C. Le cumul annuel moyen de précipitations est de 846 mm, avec 12,3 jours de précipitations en janvier et 9,2 jours en juillet. Pour la période 1991-2020, la température moyenne annuelle observée sur la station météorologique de Météo-France la plus proche, « Doncourt-lès-Conflans », sur la commune de Doncourt-lès-Conflans à 22 km à vol d'oiseau, est de 10,7 °C et le cumul annuel moyen de précipitations est de 710,3 mm. 
La température maximale relevée sur cette station est de 40,9 °C, atteinte le 25 juillet 2019 ; la température minimale est de −16,5 °C, atteinte le 26 décembre 2010,,. 
Les paramètres climatiques de la commune ont été estimés pour le milieu du siècle (2041-2070) selon différents scénarios d'émission de gaz à effet de serre à partir des nouvelles projections climatiques de référence DRIAS-2020. Ils sont consultables sur un site dédié publié par Météo-France en novembre 2022.

## Urbanisme

### Typologie
Au 1er janvier 2024, Vittonville est catégorisée commune rurale à habitat dispersé, selon la nouvelle grille communale de densité à sept niveaux définie par l'Insee en 2022.
Elle est située hors unité urbaine. Par ailleurs la commune fait partie de l'aire d'attraction de Pont-à-Mousson, dont elle est une commune de la couronne,. Cette aire, qui regroupe 16 communes, est catégorisée dans les aires de moins de 50 000 habitants,.

### Occupation des sols
L'occupation des sols de la commune, telle qu'elle ressort de la base de données européenne d’occupation biophysique des sols Corine Land Cover (CLC), est marquée par l'importance des territoires agricoles (65,8 % en 2018), une proportion sensiblement équivalente à celle de 1990 (65,9 %). La répartition détaillée en 2018 est la suivante : prairies (41,8 %), forêts (28,3 %), terres arables (13,2 %), zones agricoles hétérogènes (10,8 %), eaux continentales (5,9 %). L'évolution de l’occupation des sols de la commune et de ses infrastructures peut être observée sur les différentes représentations cartographiques du territoire : la carte de Cassini (XVIIIe siècle), la carte d'état-major (1820-1866) et les cartes ou photos aériennes de l'IGN pour la période actuelle (1950 à aujourd'hui).

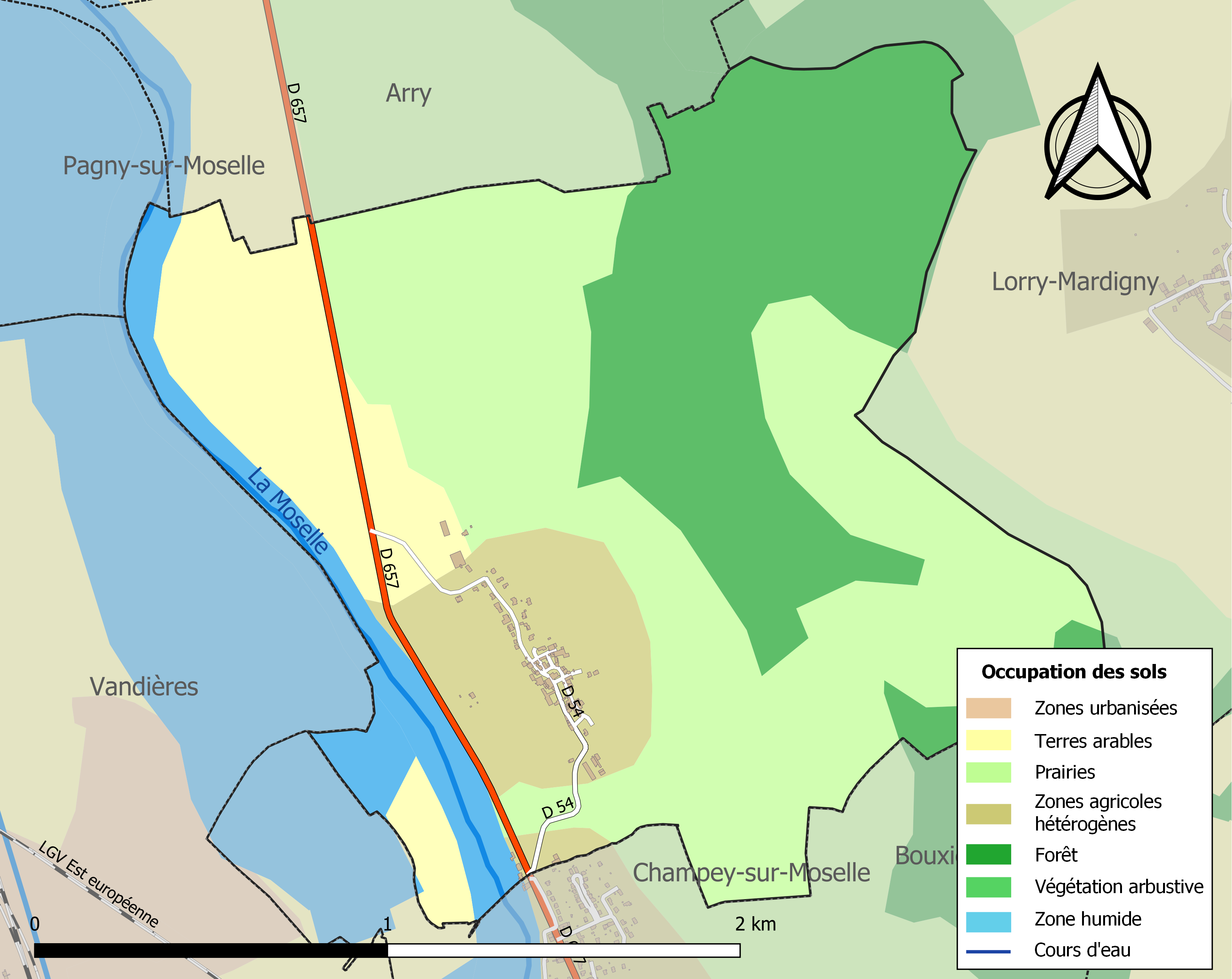
Carte des infrastructures et de l'occupation des sols de la commune en 2018 (CLC).

## Toponymie
Le nom de la localité est attesté sous les formes Witonisvilla (1161-1170) ; Wytonville (1266) ; Witonville (1325) ; Withonville (1441) ; Victhonville (1534) ; Wathonville, Wiethonville, Wyethonville (1551) ; Wicthonville (1565).

Nombre de villes portaient un nom qui évoquait une borne miliaire. C’est le cas de Vittonville, issu de vicesimam (20e borne, vitsesimam par altération phonétique) et effectivement à cette distance de Verdun. C'est également le cas d'Harmonville, à la quarantième (quadragesimam) lieue, et de bien d'autres localités.

## Histoire
- Présence gallo-romaine,
- Lieu de conflit pendant la Première et la Seconde Guerre mondiale.

## Politique et administration
| Période                                  | Période   | Identité             | Étiquette | Qualité            |
| ---------------------------------------- | --------- | -------------------- | --------- | ------------------ |
| Les données manquantes sont à compléter. |           |                      |           |                    |
| mars 2001                                | mars 2008 | Gilbert Poutot       |           |                    |
| mars 2008                                | 2014      | Christine Dos Santos |           |                    |
| 2014                                     | mai 2020  | Boris Theilmann      |           |                    |
| mai 2020                                 | En cours  | Thomas Girard        |           | Cadre d'entreprise |

## Population et société

### Démographie
L'évolution du nombre d'habitants est connue à travers les recensements de la population effectués dans la commune depuis 1793. Pour les communes de moins de 10 000 habitants, une enquête de recensement portant sur toute la population est réalisée tous les cinq ans, les populations de référence des années intermédiaires étant quant à elles estimées par interpolation ou extrapolation. Pour la commune, le premier recensement exhaustif entrant dans le cadre du nouveau dispositif a été réalisé en 2008.

En 2022, la commune comptait 126 habitants, en évolution de +2,44 % par rapport à 2016 (Meurthe-et-Moselle : −0,13 %, France hors Mayotte : +2,11 %).
| 1793 | 1800 | 1806 | 1821 | 1831 | 1836 | 1841 | 1846 | 1851 |
| ---- | ---- | ---- | ---- | ---- | ---- | ---- | ---- | ---- |
| 148  | 172  | 162  | 143  | 153  | 165  | 164  | 181  | 174  |

| 1856 | 1861 | 1872 | 1876 | 1881 | 1886 | 1891 | 1896 | 1901 |
| ---- | ---- | ---- | ---- | ---- | ---- | ---- | ---- | ---- |
| 142  | 157  | 159  | 149  | 142  | 143  | 140  | 128  | 104  |

| 1906 | 1911 | 1921 | 1926 | 1931 | 1936 | 1946 | 1954 | 1962 |
| ---- | ---- | ---- | ---- | ---- | ---- | ---- | ---- | ---- |
| 111  | 100  | 84   | 74   | 80   | 87   | 81   | 88   | 81   |

| 1968 | 1975 | 1982 | 1990 | 1999 | 2006 | 2008 | 2013 | 2018 |
| ---- | ---- | ---- | ---- | ---- | ---- | ---- | ---- | ---- |
| 75   | 110  | 87   | 100  | 110  | 129  | 135  | 124  | 129  |

| 2022 | - | - | - | - | - | - | - | - |
| ---- | - | - | - | - | - | - | - | - |
| 126  | - | - | - | - | - | - | - | - |

## Culture locale et patrimoine

### Lieux et monuments
- Château de Vittonville des XVIIe/XVIIIe, restauré début XIXe.
- Monument aux morts.
- Église Notre-Dame-de-l'Assomption XIXe.

### Personnalités liées à la commune
- Fortuné Pouget, né le 2 mai 1893 à Paris (17e arrondissement), soldat au 12e régiment de chasseurs, tué à l'ennemi (mort pour la France) le 4 août 1914 à Vittonville, sépulture au carré militaire du cimetière de Pont-à-Mousson, considéré comme le 1er militaire mort en Lorraine de la guerre 1914/1918. Lors de cet accrochage, d'autres militaires furent tués, dont un lieutenant qui dispute à Fortuné Pouget le titre de 1er mort pour la France de la guerre[23].
- Jean-Baptiste Simon Firmin Marie, vicomte de Fréhaut, (1769-1835), général des armées de la République et de l'Empire ; né à Époisses et décédé dans la commune.

### Héraldique, logotype et devise
| Blason de Vittonville | Blason  | D'azur au chevron d'or accompagné en chef de deux molettes d'argent et en pointe d'un lion d'or, armé et lampassé de gueule; à la bordure engrêlée d'or. |
| Blason de Vittonville | Détails | Ce blason est la combinaison des armes de deux seigneurs du lieu. 1° Jean François de Gombervaux, seigneur de Vittonville au XVIIe siècle portait d'azur au lion d'or, armé et lampassé de gueules, à la bordure engrêlée d'or. 2° Louis Le Boeuf de Millet portait d'azur au chevron d'or accompagné en chef de deux molettes d'argent et en pointe d'une aigle éployée à deux têtes de même; il était seigneur de Vittonville en partie au XVIIIe siècle. Le statut officiel du blason reste à déterminer. |